# Hansgerd Hellenkemper
Hansgerd Hellenkemper (* 17. September 1945 in Brühl) ist ein deutscher Byzantinist, Historischer Geograph, Bodendenkmalpfleger und ehemaliger Direktor des Römisch-Germanischen Museums der Stadt Köln.

## Leben
Hansgerd Hellenkemper studierte an den Universitäten Bonn und Wien Alte Geschichte, Historische Geographie, Klassische Archäologie und Orientalische Kunstgeschichte und wurde 1971 in Bonn bei Ernst Kirsten mit der Dissertation Burgen der Kreuzritterzeit in der Grafschaft Edessa und im Königreich Kleinarmenien. Studien zur historischen Siedlungsgeographie Südost-Kleinasiens zum Dr. phil. promoviert.
Ab 1978 war er zunächst stellvertretender Direktor, dann von 1980 bis zu seinem Eintritt in den Ruhestand Ende 2010 Direktor des Römisch-Germanischen Museums der Stadt Köln und damit Nachfolger des Gründungsdirektors Hugo Borger. Zugleich war Hellenkemper seit 1994 Leiter der Archäologischen Bodendenkmalpflege der Stadt Köln und damit verantwortlich für alle Funde und Ausgrabungen im Kölner Stadtgebiet, bis auf das Gebiet der Archäologischen Zone in der Innenstadt (Praetorium, Mikwe, Ubiermonument etc.), die dem Kulturdezernat untersteht. Daneben ist Hellenkemper Honorarprofessor für Byzantinische Archäologie an der Universität zu Köln.
Hansgerd Hellenkemper war mit der 1999 verstorbenen Klassischen Archäologin Gisela Hellenkemper Salies verheiratet und lebt in Bonn.

## Mitgliedschaften
- korrespondierendes Mitglied des Deutschen Archäologischen Instituts
- seit 1994 Mitglied der Nordrhein-Westfälischen Akademie der Wissenschaften und seiner Zentralkommission für Vorhaben der Klasse für Geisteswissenschaften, der Kommission für Papyrologie, Epigraphik und Numismatik sowie Vorsitzender der Kommission für die archäologischen Ausgrabungen unter dem Kölner Dom.
- geschäftsführender Vorsitzender der Archäologischen Gesellschaft Köln
- 2007 zum auswärtigen Mitglied des französischen „Nationalen Rats für archäologische Forschung“ (Conseil national de la recherche archéologique/CNRA) durch den französischen Minister für Kultur und Kommunikation berufen
- Mitglied im Zentrum für Mittelalterstudien der Philosophischen Fakultät der Universität zu Köln
- während seiner Amtszeit als Bodendenkmalpfleger war er Mitglied im Verband der Landesarchäologen

## Veröffentlichungen (Auswahl)
- Siehe ein vollständiges Schriftenverzeichnis in: Kölner Jahrbuch 43, 2010, S. 19–26; Herausgeberschaften S. 27–32

- Burgen der Kreuzritterzeit in der Grafschaft Edessa und im Königreich Kleinarmenien. Studien zur historischen Siedlungsgeographie Südost-Kleinasiens (Geographica historica Band 1). Habelt, Bonn 1976, ISBN 3-7749-1205-X. Rezensionen: Jean-Claude Cheynet in: Revue des Études Byzantines 50, 1992, S. 307–308; Klaus-Peter Matschke in: Deutsche Litteraturzeitung 114, 1993, S. 67–70; Marcus Rautman in: Speculum 68, 1993, 800-803; Gerhard Rösch in: Mitteilungen des Instituts für Österreichische Geschichtsforschung 101, 1993, S. 176; Giuseppe Traina in: Orientalia Christiana Periodica 58, 1992, S. 574–575
- mit Emil Meynen: Deutscher Städteatlas, Lieferung II, Teil 6 Köln, Dortmund-Altenbeken 1979, ISBN 3-89115-317-1
- mit Otto Doppelfeld und Willy Weyres (Hrsg.): Die Ausgrabungen im Kölner Dom, Verlag Philipp von Zabern, Mainz 1980
- mit Friedrich Hild: Neue Forschungen in Kilikien. Veröffentlichungen der Kommission für die Tabula Imperii Byzantini Band 4, Verlag der Österreichischen Akademie der Wissenschaften, Wien 1986, ISBN 3-7001-0771-4
- mit Heinz Günter Horn, Harald Koschik und Bendix Trier (Hrsg.): Ein Land macht Geschichte. Archäologie in Nordrhein-Westfalen (Katalog-Handbuch). Zabern, Mainz 1995, ISBN 3-8053-1801-4
- mit Heinz Günter Horn, Harald Koschik und Bendix Trier (Hrsg.): Archäologie in Nordrhein-Westfalen. Geschichte im Herzen Europas (Schriften zur Bodendenkmalpflege in Nordrhein-Westfalen Band 1), Begleitbuch zur Landesausstellung Archäologie in Nordrhein-Westfalen in Köln, Römisch-Germanisches Museum 30. März bis 8. Juli 1990, Zabern, Mainz 1990, ISBN 3-8053-1138-9, ISBN 3-8053-1213-X (Museumsausgabe).
- mit Friedrich Hild: Kilikien und Isaurien. Tabula Imperii Byzantini Band 5, Wien, Verlag der Österreichischen Akademie der Wissenschaften 1990, ISBN 3-7001-1811-2
- (Hrsg.): Die Neue Welt der Griechen. Antike Kunst aus Unteritalien und Sizilien, Ausstellungskatalog Palazzo Grassi, Römisch-Germanisches Museum der Stadt Köln/Archäologische Gesellschaft Köln, März bis August 1998, ISBN 3-8053-2498-7
- mit Heinz Günter Horn, Gabriele Isenberg und Harald Koschik (Hrsg.): Fundort Nordrhein-Westfalen. Millionen Jahre Geschichte (Begleitband zur Ausstellung im Römisch Germanischen Museum der Stadt Köln = Schriften zur Bodendenkmalpflege in Nordrhein-Westfalen Band 5), Zabern, Mainz 2000, ISBN 3-8053-2672-6
- mit Friedrich Hild: Lykien und Pamphylien. (= Tabula Imperii Byzantini Band 8). Wien, Verlag der Österreichischen Akademie der Wissenschaften 2004, ISBN 3-7001-3280-8

## Festschriften
- Friederike Naumann-Steckner, Bernd Päffgen, Renate Thomas (Hrsg.): Zwischen Orient und Okzident. Festschrift für Hansgerd Hellenkemper (= Kölner Jahrbuch 43). Gebr. Mann, Berlin 2010, ISBN 978-3-7861-2628-7
- Ob Merita Honoris Causa. Festprogramm zum Abschied von Prof. Dr. Hansgerd Hellenkemper aus dem öffentlichen Dienst am 13. September 2010. Hrsg. Frederike Naumann-Steckner in Verbindung mit der Archäologischen Gesellschaft und dem Archäologischen Institut der Universität Köln. Schriftenreihe der Archäologischen Gesellschaft Köln, Dezember 2010.